# 1934 dans le catholicisme
Chronologie du catholicisme
- 1930
- 1931
- 1932
- 1933
- 1934
- 1935
- 1936
- 1937
- 1938

Cet article présente les faits marquants de l'année 1934 dans le catholicisme.

## Évènements
- 14 janvier : canonisation de Jeanne-Antide Thouret.
- 4 mars : canonisation de Micaela du Saint-Sacrement.
- 11 mars : canonisation de Louise de Marillac.
- 19 mars : canonisation de Joseph-Benoît Cottolengo, Thérèse-Marguerite du Sacré-Cœur de Jésus et Pompile Marie Pirrotti.
- 1er avril : canonisation de Jean Bosco.
- 20 mai : canonisation de Conrad de Parzham.
- 10 au 14 octobre : congrès eucharistique international à Buenos Aires.

## Naissances
- 1er janvier : Raúl Eduardo Vela Chiriboga, cardinal équatorien, archevêque de Quito († 15 novembre 2020)
- 21 janvier : Jean-Guy Dubuc, prêtre, consultant en communication et journaliste canadien
- 23 janvier : Gerhard Pieschl, prélat allemand, évêque auxiliaire de Limbourg et évêque titulaire de Misène (de)
- 26 janvier : Fernando Cardenal, prêtre jésuite et homme politique nicaraguayen († 20 février 2016)
- 30 janvier : Giovanni Battista Re, cardinal italien de la Curie, précédemment archevêque titulaire de Forum Novum (de)
- 5 mars : Jean-Baptiste Pham Minh Mân, cardinal vietnamien, archevêque de Thành-Phô Hô Chí Minh
- 10 mars : Patrick Cooney, prélat américain, évêque de Gaylord († 15 octobre 2012)
- 14 mars : Dionigi Tettamanzi, cardinal italien, archevêque de Milan († 5 août 2017)
- 16 mars : Christian Doumairon, prêtre français et personnalité de la culture († 6 avril 2022)
- 4 avril : Isidore de Souza, prélat béninois, archevêque de Cotonou († 13 mars 1999)
- 6 avril : Abel Gaborit, prêtre et organiste français († 21 juillet 2019)
- 11 avril : Karl-Josef Rauber, cardinal allemand, diplomate du Saint-Siège et archevêque titulaire d'Iubaltiana (de) († 26 mars 2023)
- 18 mai : Marcel Herriot, prélat français, évêque de Soissons († 14 septembre 2017)
- 20 mai : Gerald Ridsdale, prêtre défroqué et pédocriminel australien († 18 février 2025)
- 28 mai : Francesco Monterisi, cardinal italien de la Curie, précédemment archevêque titulaire d'Alba Maritima (de)
- 4 juin : Pierre Eyt, cardinal français, archevêque de Bordeaux († 11 juin 2001)
- 3 juillet : Eugenio Sbarbaro, prélat italien, diplomate du Saint-Siège et archevêque titulaire de Tiddi (de)
- 15 juillet : Manex Erdozaintzi-Etxart, prêtre franciscain, écrivain et poète français de langue basque († 29 avril 1984)
- 22 juillet : Raniero Cantalamessa, cardinal capucin, théologien et prédicateur italien
- 25 juillet : Adam Boniecki, prêtre polonais, supérieur général des Marianistes polonais
- 26 juillet : Jean Balland, cardinal français, archevêque de Lyon († 1er mars 1998)
- 29 juillet : Patrick Coveney, prélat irlandais, diplomate du Saint-Siège et archevêque titulaire de Satrianum (de) († 22 octobre 2022)
- 8 août : Claudio Hummes, cardinal brésilien de la Curie († 4 juillet 2022)
- 19 août : Ambrose De Paoli, prélat américain, diplomate du Saint-Siège et archevêque titulaire de Lares (de) († 10 octobre 2007)
- 25 août : Piotr Lenartowicz, prêtre jésuite, philosophe, médecin et biologiste polonais († 10 octobre 2012)
- 1er septembre : Paolo Sardi, cardinal italien de la Curie, précédemment archevêque titulaire de Sutri (it) († 13 juillet 2019)
- 5 septembre : 
  - Zacarias Kamwenho, prélat et militant pacifiste angolais, archevêque de Lubango
  - Paul Josef Cordes, cardinal allemand de la Curie, précédemment archevêque titulaire de Naissus (de) († 15 mars 2024)
- 8 septembre : Paul-Mounged El-Hachem (en), prélat libanais, diplomate du Saint-Siège et archevêque titulaire de Darnis (de) († 7 octobre 2022)
- 16 septembre : Armand Plourde, prêtre et homme politique canadien († 10 avril 2007)
- 23 septembre : Franc Rodé, cardinal slovène de la Curie
- 25 septembre : Roland Sublon, prêtre, psychanalyste, médecin et théologien français († 11 avril 2023)
- 11 octobre : Luis Héctor Villalba, cardinal argentin, archevêque de Tucumán
- 23 octobre : Lucien Fruchaud, prélat français, évêque de Saint-Brieuc et Tréguier
- 2 décembre : Tarcisio Bertone, cardinal italien de la Curie romaine, secrétaire d’État
- 4 décembre : 
  - Pierre-Marie Delfieux, prêtre français, fondateur des Fraternités monastiques de Jérusalem († 21 février 2013)
  - Mario Luis Bautista Maulión, prélat argentin, archevêque de Paraná († 27 septembre 2020)
- 8 décembre : Marian Oleś, prélat polonais, diplomate du Saint-Siège et archevêque titulaire de Ratiaria (de) († 24 mai 2005)
- 20 décembre : Julius Riyadi Darmaatmadja, cardinal indonésien, archevêque de Jakarta
- 24 décembre : Enrique Dussel, philosophe, historien et théologien mexicano-argentin († 5 novembre 2023)
- Date précise inconnue : 
  - Michel Scouarnec, prêtre, auteur-compositeur, enseignant, directeur de radio et écrivain français
  - Paul Tep Im Sotha, prêtre cambodgien, préfet apostolique de Battambang, victime des khmers rouges († 30 avril 1975)

## Décès
- 18 janvier : Emmanuel Coste, prélat français, archevêque d'Aix-en-Provence (° 17 avril 1873)
- 27 février : Umberto Benigni, prêtre italien et créateur de La Sapinière, rallié au fascisme (° 30 mars 1862)
- 31 mars : Franz Ehrle, cardinal jésuite et théologien allemand (° 17 octobre 1845)
- 7 avril : Étienne-Joseph Hurault, prélat français, évêque de Nancy (° 28 octobre 1873)
- 21 avril : Abbé Chaupitre, prêtre et homéopathe français (° 22 octobre 1859)
- 7 mai : Edmond Puissant, prêtre, collectionneur et archéologue belge (° 23 octobre 1860)
- 25 mai : Neil McNeil, prélat canadien, archevêque de Toronto, précédemment vicaire apostolique de l'Ouest de Terre-Neuve (Saint-Georges) et évêque titulaire de Nilopolis (de), évêque de Saint-Georges puis archevêque de Vancouver (° 23 novembre 1851)
- 23 juillet : 
  - Georges Marie Bonnin de La Bonninière de Beaumont, prélat spiritain français, évêque de Saint-Denis de La Réunion (° 25 novembre 1872)
  - Bienheureuse Marguerite Marie López de Maturana, religieuse espagnole, fondatrice des Sœurs mercédaires missionnaires (° 25 juillet 1884)
- 8 août : Joseph Henri Esquirol, prêtre, linguiste, botaniste et missionnaire français en Chine (° 23 septembre 1870)
- 17 août : Charles-Albert-Joseph Lecomte, prélat français, évêque d'Amiens (° 22 juillet 1867)
- 18 septembre : François-Xavier Cloutier, prélat canadien, évêque de Trois-Rivières (° 2 novembre 1848)
- 30 septembre : Giuseppe Mori, cardinal italien de la Curie (° 24 janvier 1850)
- 18 octobre : Alexandre Wolkonsky, aristocrate et officier russe devenu prêtre (° 25 avril 1866)
- 31 octobre : Jérôme Buléon, prêtre et historien français (° 12 mars 1854)
- 11 novembre : Jean-Marie Barthe, prélat français, missionnaire en Inde, évêque de Trichinopoly (° 8 avril 1849)
- 18 novembre : Pietro Gasparri, cardinal italien de la Curie, cardinal-secrétaire d’État, précédemment archevêque titulaire de Césarée-en-Palestine (° 5 mai 1852)
- 12 décembre : Eugène Méderlet, prélat salésien et missionnaire français, archevêque de Madras (° 15 novembre 1867)